# Poietari
Poietari – wieś w Rumunii, w okręgu Bihor, w gminie Pocola. W 2011 roku liczyła 106 mieszkańców.